# (51431) Jayardee
(51431) Jayardee (2001 FH9) – planetoida z pasa głównego asteroid okrążająca Słońce w ciągu 3,78 lat w średniej odległości 2,42 j.a. Odkryta 19 marca 2001 roku.